# 泰勒斯島 (馬里蘭州)
泰勒斯島（英語：Taylors Island）是位於美國馬里蘭州多徹斯特縣的一個普查規定居民點。

## 人口
根據2020年美國人口普查的數據，泰勒斯島的面積為10.78平方千米，當中陸地面積為10.73平方千米，而水域面積為0.05平方千米。當地共有人口125人，而人口密度為每平方千米11.6人。